# Édouard Philippe

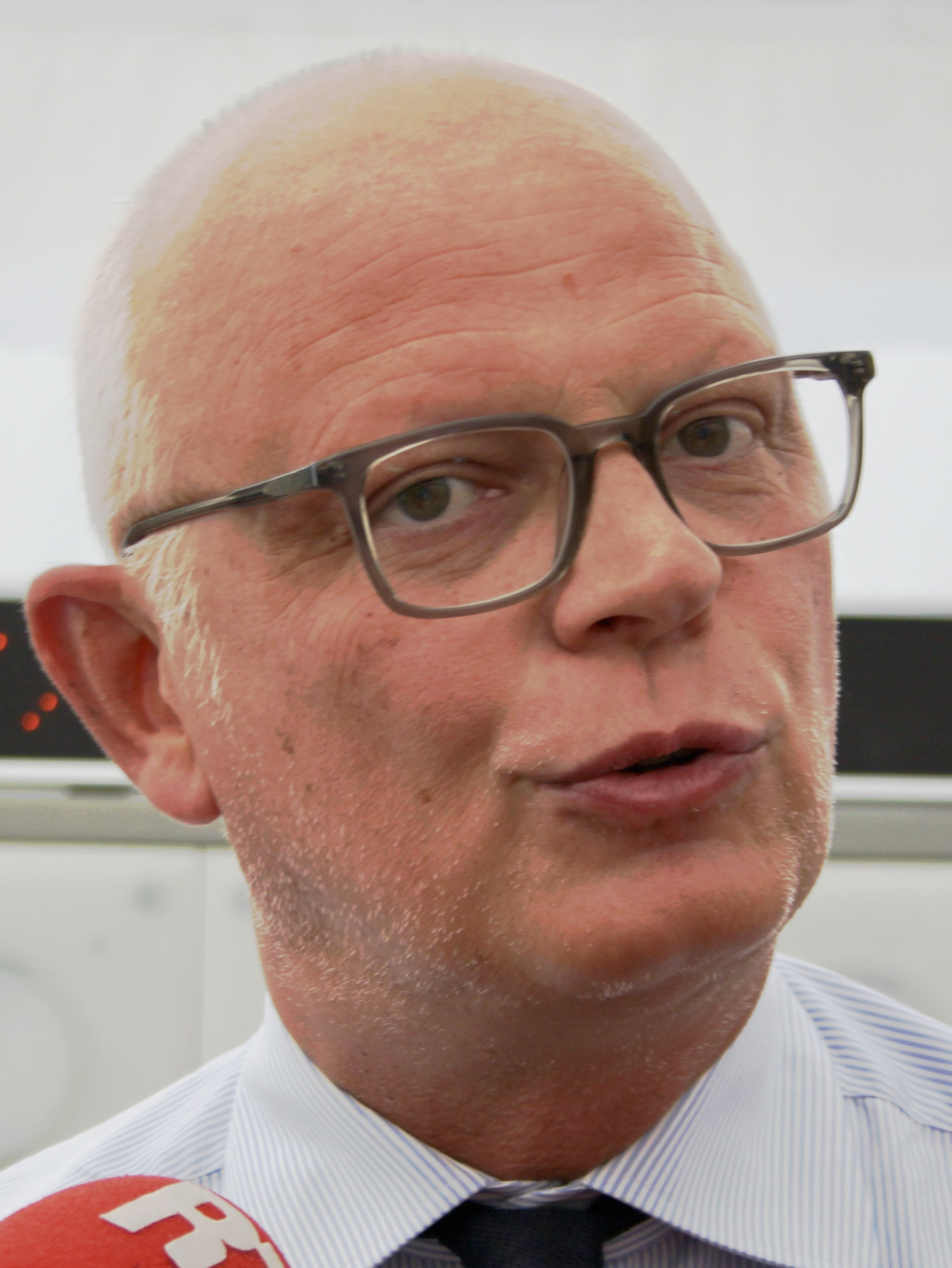
Édouard Philippe (2023)

Édouard Philippe [eˈdwaʁ fiˈlip] (* 28. November 1970 in Rouen) ist ein französischer Politiker (Horizons, bis 2017 Les Républicains bzw. UMP). Er war von 2010 bis 2017 und ist erneut seit Juli 2020 Bürgermeister von Le Havre. Vom 15. Mai 2017 bis zum 3. Juli 2020 war er Premierminister von Frankreich. Seit Oktober 2021 ist er Vorsitzender der Partei Horizons. Er hat seine Kandidatur für die nächste französische Präsidentschaftswahl angekündigt.

## Jugend und Ausbildung
Philippes Eltern waren Französischlehrer. Er wuchs in einem Vorort von Rouen auf, besuchte Schulen in Le Grand-Quevilly und Sotteville-lès-Rouen. Philippe legte die Abiturprüfungen am Friedrich-Ebert-Gymnasium in Bonn ab, wo sein Vater Direktor der deutsch-französischen Privatschule École de Gaulle-Adenauer war. Das Vorbereitungsstudium für die selektiven Aufnahmeprüfungen der Grandes écoles in Frankreich absolvierte er dann auf dem renommierten Pariser Lycée Janson de Sailly. Philippe absolvierte den Studiengang Öffentlicher Dienst am Institut d’études politiques de Paris (Sciences Po, Diplom 1992) und die École nationale d’administration (ENA, Jahrgang Marc-Bloch, 1995–1997). Dazwischen leistete er Wehrdienst bei der Artillerie.

## Politische Karriere
Philippe trat mit 18 Jahren der Parti socialiste bei, innerhalb der er mit Ideen der sozialdemokratischen, „modernen“ Linken um Michel Rocard sympathisierte. Er begann 1997 seine Karriere beim Conseil d’État, wo er sich auf Öffentliches Recht spezialisierte.
Der langjährige Bürgermeister von Le Havre, Antoine Rufenacht von der gaullistischen RPR, ein Vertrauter des damaligen Staatspräsidenten Jacques Chirac, gewann Philippe für die Kommunalpolitik. Er zog 2001 über die Liste des Mitte-rechts-Lagers in den Gemeinderat der normannischen Hafenstadt ein und beriet den Bürgermeister in juristischen Fragen.
Kurz nach dem ersten Wahlgang der Präsidentschaftswahl 2002 lud der Bürgermeister von Bordeaux und ehemalige Premierminister Alain Juppé Philippe ein, mit ihm an der Schaffung der neuen Mitte-rechts-Partei Union pour un mouvement populaire (UMP) zu arbeiten. Bei der Parlamentswahl im Juni 2002 kandidierte er für die UMP, damals noch ein Wahlbündnis, im 8. Wahlkreis des Départements Seine-Maritime, seit Jahrzehnten eine Hochburg der Kommunisten, unterlag aber in der Stichwahl mit 42,5 % gegen den bisherigen Abgeordneten Daniel Paul von der PCF. Als sich die UMP im November 2002 von einem Bündnis zu einer einheitlichen Partei formierte, wurde Philippe deren Verwaltungschef (directeur général des services) und hatte dieses Amt bis zum Rücktritt Alain Juppés vom Parteivorsitz im Juli 2004 inne. Er war ein Vertreter des liberalen Flügels der Partei und ein Vertrauter Juppés. 
Ab 2004 arbeitete er für die amerikanische Anwaltsfirma Debevoise & Plimpton aus New York und gehörte von 2004 bis 2008 dem Regionalrat der Haute-Normandie an. Als Alain Juppé im Mai bis Juni 2007 Umweltminister im Kabinett Fillon I war, arbeitete Philippe in dessen Leitungsstab. Er wurde 2008 in den Conseil général des Départements Seine-Maritime gewählt und Bürgermeister Rufenacht ernannte ihn zum Beigeordneten für Wirtschaftsentwicklung, Beschäftigung, Bildung und internationale Beziehungen der Stadt Le Havre.
Als Antoine Rufenacht im Oktober 2010 zurücktrat, wählte der Gemeinderat Édouard Philippe zu seinem Nachfolger als Bürgermeister von Le Havre. Er wurde bei der nächsten regulären Kommunalwahl 2014 mit 52 % der Stimmen gleich im ersten Wahlgang bestätigt. Von 2012 bis 2017 war er zusätzlich Abgeordneter des 7. Wahlkreises des Départements Seine-Maritime in der Nationalversammlung. Dort war er Mitglied im Ausschuss für Verfassung, Gesetzgebung und Verwaltung. Die UMP benannte sich 2015 in Les Républicains (LR) um, denen Philippe anschließend angehörte. Er war Pressesprecher der erfolglosen Kampagne Juppés bei der Vorwahl der Republikaner für die Präsidentschaftskandidatur 2017. Bei der Parlamentswahl 2017 kandidierte er nicht mehr, zu seiner Nachfolgerin wurde Agnès Firmin Le Bodo (LR) gewählt.

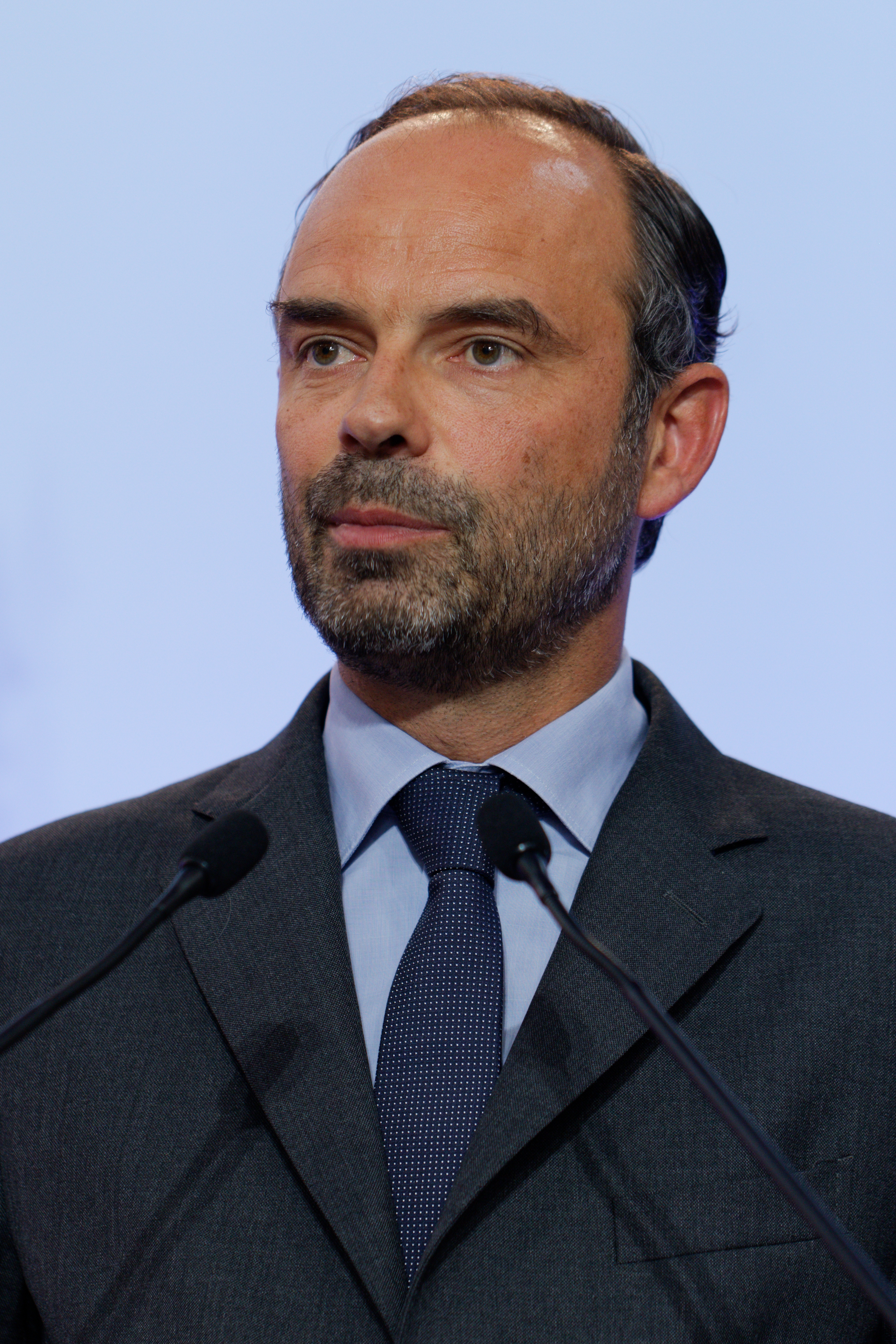
Philippe im September 2017

Am 15. Mai 2017, einen Tag nach seinem Amtsantritt als Staatspräsident Frankreichs, ernannte Emmanuel Macron von der neuen Partei La République en Marche (LREM) Édouard Philippe zum Premierminister, um seiner Regierung eine breite Mehrheit sicherzustellen. Philippe trat damit die Nachfolge von Bernard Cazeneuve an, der nach der Präsidentschaftswahl konventionsgemäß den Rücktritt seines Kabinetts erklärt hatte. Am 17. Mai 2017 stellte Philippe sein Kabinett der Öffentlichkeit vor, das sich entsprechend Macrons überparteilichen Vorstellungen aus Persönlichkeiten der Linken, der Rechten und des Zentrums zusammensetzte. Am 19. Juni 2017 trat er traditionell nach der Parlamentswahl als Premierminister zurück. Macron ernannte ihn aber direkt wieder zum Regierungschef.
Ende Oktober 2017 wurden Philippe sowie Haushaltsminister Gérald Darmanin, Umweltstaatssekretär Sébastien Lecornu sowie die Abgeordneten Thierry Solère und Franck Riester aus ihrer Partei Les Républicains ausgeschlossen. Ihnen wurde vorgeworfen, Macron und dessen Partei unterstützt zu haben. Ein vorheriger Versuch war am 24. Oktober 2017 noch am dafür notwendigen Quorum gescheitert. Während Darmanin, Lecornu und Solère daraufhin Macrons Partei LREM beitraten, blieb Philippe parteilos.
Von 3. bis 16. Oktober 2018 übte Philippe nach dem Rücktritt Gérard Collombs zusätzlich interimistisch das Amt des Innenministers aus.
Ende Juni 2020 gewann Édouard Philippe den zweiten Wahlgang der französischen Kommunalwahlen von 2020 zum Bürgermeister von Le Havre mit rund 59 Prozent.
Am 3. Juli 2020 trat Philippe mitsamt seiner Regierung als Premierminister zurück und kam damit einer von Präsident Macron Tage zuvor angekündigten Erneuerung der Regierung zuvor.
Am Tag darauf teilte die Staatsanwaltschaft mit, neun vorliegende Beschwerden gegen Mitglieder der Regierung Philippe seien für zulässig erklärt worden. Der Gerichtshof der Republik (CJR) führt das Verfahren. In den krisenhaften Monaten März, April und Juni 2020 waren fast 30.000 Menschen am Covid-19-Virus gestorben; viele Kliniken in Frankreich waren überlastet. Untersucht wird das Tun und Lassen von Philippe, der ehemaligen Gesundheitsministerin Agnès Buzyn und ihres Nachfolgers Olivier Véran während der COVID-19-Pandemie in Frankreich.
Im Oktober 2021, ein halbes Jahr vor der Präsidentschaftswahl in Frankreich 2022, gründete er eine Partei namens Horizons. Sie sollte die Wiederwahl Emmanuel Macrons unterstützen, indem sie die Wählerbasis nach rechts ausweitet.

## Privatleben
Philippe verfasste zusammen mit Gilles Boyer, dem früheren Vorwahldirektor von Alain Juppé, zwei Politthriller: L’heure de vérité („Stunde der Wahrheit“) und Dans l’ombre („Im Schatten“).
Philippe ist verheiratet und hat drei Kinder. Infolge einer Autoimmunerkrankung fielen Philippe seit 2022 Haupt- und Barthaar sowie die Augenbrauen aus (Alopezie bzw. Pelade).

## Schriften
- mit Gilles Boyer: Dans l’ombre. Le Livre de Poche, Paris 2012, ISBN  978-2-25316257-5.
- mit Gilles Boyer: L’heure de vérité. Flammarion, Paris 2007, ISBN 978-2-08120231-3.
- mit Gilles Boyer: Impressions et lignes claires, Éditions Jean-Claude Lattès, Paris 2021. ISBN 978-2-7096-6848-4